# Belle Valley
Belle Valley es una villa ubicada en el condado de Noble en el estado estadounidense de Ohio. En el Censo de 2010 tenía una población de 223 habitantes y una densidad poblacional de 211,55 personas por km².

## Geografía
Belle Valley se encuentra ubicada en las coordenadas 39°47′20″N 81°33′24″O / 39.78889, -81.55667. Según la Oficina del Censo de los Estados Unidos, Belle Valley tiene una superficie total de 1.05 km², de la cual 1.05 km² corresponden a tierra firme y (0%) 0 km² es agua.

## Demografía
Según el censo de 2010, había 223 personas residiendo en Belle Valley. La densidad de población era de 211,55 hab./km². De los 223 habitantes, Belle Valley estaba compuesto por el 97.31% blancos, el 0% eran afroamericanos, el 0% eran amerindios, el 0% eran asiáticos, el 0% eran isleños del Pacífico, el 0.9% eran de otras razas y el 1.79% pertenecían a dos o más razas. Del total de la población el 0.45% eran hispanos o latinos de cualquier raza.